# Shūr Rūd
Shūr Rūd (persiska: شور رود) är en ort i Iran.   Den ligger i provinsen Khorasan, i den nordöstra delen av landet, 600 km öster om huvudstaden Teheran. Shūr Rūd ligger 1 660 meter över havet och antalet invånare är 840.
Terrängen runt Shūr Rūd är kuperad söderut, men norrut är den platt. Terrängen runt Shūr Rūd sluttar norrut.Runt Shūr Rūd är det ganska glesbefolkat, med 25 invånare per kvadratkilometer. Närmaste större samhälle är Chāh Nasar, 14,7 km norr om Shūr Rūd. Trakten runt Shūr Rūd består i huvudsak av gräsmarker.